# Ortskapelle Wegscheid am Kamp

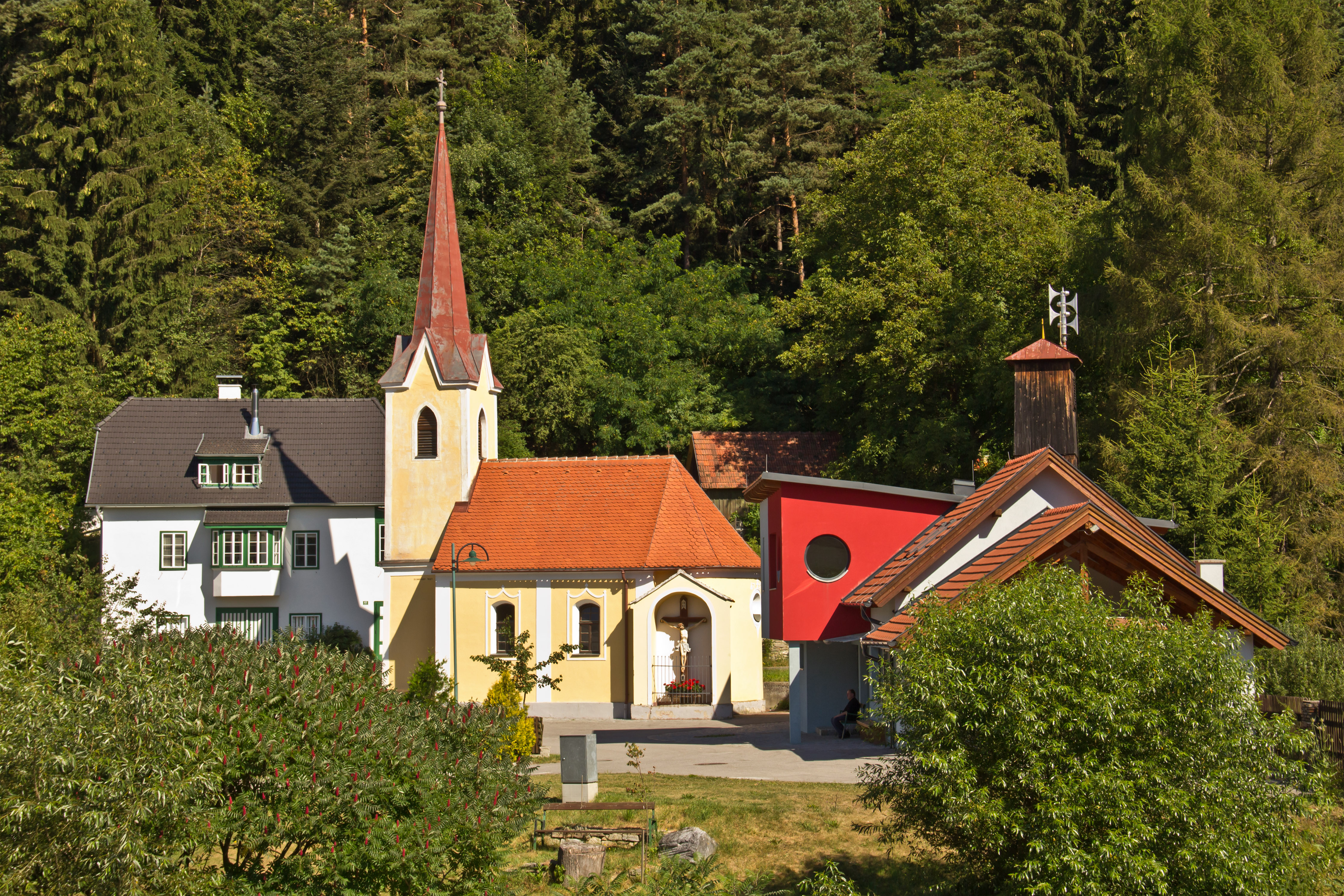
Ortskapelle Wegscheid am Kamp

Die Ortskapelle Mariä Krönung ist eine römisch-katholische Kapelle in Wegscheid am Kamp in Niederösterreich. Sie steht unter Denkmalschutz (Listeneintrag).

## Beschreibung
Das Glockenhaus der Ortskapelle Mariae Krönung wurde 1739 urkundlich erwähnt. 1761 erfolgte der Anbau der schlichten Kapelle mit eingezogener Rundapsis und stuckumrahmten Rundbogenfenstern. 1885 wurde ein vorgestellter, gotisierender Turm mit Giebelspitzhelm errichtet. An der Südseite befindet sich eine Rundbogennische mit einem großen Holzkruzifix, das wahrscheinlich im 19. Jahrhundert angefertigt wurde.
Der Innenraum hat ein zweijochiges Stichkappengewölbe und in der Apsis Kappengewölbe. In der Kapelle steht ein Altar mit einem Bild der Krönung Mariens vom Ende des 18. Jahrhunderts.